# Скарлетт О’Хара
Кэти-Скарлетт О’Хара Гамильтон Кеннеди Батлер (англ. Katie Scarlett O'Hara Hamilton Kennedy Butler) — главное действующее лицо романа Маргарет Митчелл «Унесённые ветром», написанного в 1936 году, один из наиболее известных женских образов американской литературы, ставший символом предприимчивости, темперамента и умения выживать.

## Биография
Родилась в 1845 году, то есть в начале романа ей 16 лет, а в конце — 28. Наполовину ирландка (по отцовской линии), наполовину американка французских кровей (по материнской линии). Является типичной южной красавицей.

### В оригинальном романе
Является старшей дочерью эмигранта-ирландца, Джеральда, владельца плантации Тара в Джорджии, и потомка французских аристократов с Восточного побережья.

### Семья
- отец — Джералд О’Хара
- мать — Эллин О’Хара, урождённая Робийяр
- сёстры и братья:
  - Сьюлин (Сьюзен-Элинор)
  - Кэррин (Кэролайн-Айрин)
  - три брата, крещёных Джералдами и скончавшихся в младенчестве
- Браки и потомство:
- 1-й муж — Чарльз Гамильтон. Их сын:
  - Уэйд Хэмптон Гамильтон
- 2-й муж — Фрэнк Кеннеди. Их дочь:
  - Элла-Лорина Кеннеди
- 3-й муж — Ретт Батлер. Их дети:
  - Юджиния-Виктория Батлер (Бонни Блу); погибла в возрасте четырёх лет
  - Кэти Колум О’Хара Батлер (Китти-Кэт) (из романа Александры Рипли «Скарлетт»)

## Список произведений

### Основной роман
- 1936: «Унесённые ветром». Автор — Маргарет Митчелл.

#### Продолжения
- 1991: «Скарлетт». Автор — Александра Рипли. Роман-сиквел, рассказывающий о следующем этапе семейной жизни Скарлетт и Ретта Батлера в Чарльстоне и Ирландии.
- 2007: «Ретт Батлер» (Rhett Butler’s People). Автор — Дональд МакКэйг. Роман написан от лица Ретта Батлера, охватывает события его жизни начиная с 21-летнего возраста, дуэли и изгнания из Чарльстона и включает события канонического романа.
- 2014: «Путешествие Руфи». Автор — Дональд МакКэйг. Роман-приквел. Главными персонажами являются Мамушка и бабушка Скарлетт Соланж. Скарлетт появляется лишь в конце романа.

- 2001: «The Wind Done Gone». Автор — Элис Рэндол. Роман, описывающий события «Унесённых ветром» с точки зрения чернокожих рабов. Гл. действующее лицо и рассказчик — Синара, рабыня и внебрачная сестра Скарлетт.
- «Ретт Батлер». Автор — Джулия Хилпатрик. Продолжение романа «Скарлетт». Первая часть книги фактически заимствована из любовного романа Даниэлы Стил «Большей любви не бывает».
- «Детство Скарлетт». Автор — Мюриэл Митчелл. Приквел. История жизни Скарлетт в возрасте до 16 лет.
- «Мы назовём её Скарлетт» Автор — Джулия Хилпатрик. Приквел. История жизни Эллин, — матери Скарлетт, до замужества.
- «Последняя любовь Скарлетт» Автор — Джулия Хилпатрик. Последние годы жизни Скарлетт с мужем Реттом.
- «Тайна Скарлетт О'Хара» Автор — Мэри Рэдклифф. Роман-повествование о тех днях жизни Скарлетт О’Хара и Ретта Батлера, когда они ещё не знали друг друга.
- «Тайна Ретта Батлера» Автор — Мэри Рэдклифф. Сюжетная предыстория знаменитой саги «Унесённые ветром» (приключения Ретта Батлера в поисках своего богатства и счастья, а также много тайн из детской и юношеской жизни Скарлетт О’Хара).
- «Сын Ретта» Автор — Джулия Хилпатрик. Жизнь Скарлетт и Ретта продолжается в их детях. Им выпала доля жить в гуще событий начала XX столетия.

### Экранизации
- 1939: «Унесённые ветром». Исполнительница гл. роли — Вивьен Ли. Экранизация одноимённого романа.
- 1994: «Скарлетт». Исполнительница гл. роли — Джоанн Уолли (тогда Джоан Уолли-Килмер; в тот период она была замужем за актёром Вэлом Килмером). Экранизация одноимённого романа-сиквела[4].

### Мюзиклы
- 1972: «Скарлетт» (англ. Scarlett) — малоуспешный японский мюзикл Гарольда Роума (англ. Harold Rome) на основе главного романа.
- 2003: «Унесённые ветром» (франц.: Autant En Emporte Le Vent) — популярный французский мюзикл. Роль Скарлетт исполнила Лаура Пресгурсвик.